# Zebrock
 (avril 2024).
La mise en forme du texte ne suit pas les recommandations de Wikipédia : il faut le « wikifier ».
Les points d'amélioration suivants sont les cas les plus fréquents :
- Les titres sont pré-formatés par le logiciel. Ils ne sont ni en capitales, ni en gras.
- Le texte ne doit pas être écrit en capitales (les noms de famille non plus), ni en gras, ni en italique, ni en « petit »…
- Le gras n'est utilisé que pour surligner le titre de l'article dans l'introduction, une seule fois.
- L'italique est rarement utilisé : mots en langue étrangère, titres d'œuvres, noms de bateaux, etc.
- Les citations ne sont pas en italique mais en corps de texte normal. Elles sont entourées par des guillemets français : « et ».
- Les listes à puces sont à éviter, des paragraphes rédigés étant largement préférés. Les tableaux sont à réserver à la présentation de données structurées (résultats, etc.).
- Les appels de note de bas de page (petits chiffres en exposant, introduits par l'outil «  Source ») sont à placer entre la fin de phrase et le point final[comme ça].
- Les liens internes (vers d'autres articles de Wikipédia) sont à choisir avec parcimonie. Créez des liens vers des articles approfondissant le sujet. Les termes génériques sans rapport avec le sujet sont à éviter, ainsi que les répétitions de liens vers un même terme.
- Les liens externes sont à placer uniquement dans une section « Liens externes », à la fin de l'article. Ces liens sont à choisir avec parcimonie suivant les règles définies. Si un lien sert de source à l'article, son insertion dans le texte est à faire par les notes de bas de page.
- La présentation des références doit suivre les conventions bibliographiques. Il est recommandé d'utiliser les modèles {{Ouvrage}}, {{Chapitre}}, {{Article}}, {{Lien web}} et/ou {{Bibliographie}}. Le mode d'édition visuel peut mettre en forme automatiquement les références.
- Insérer une infobox (cadre d'informations à droite) n'est pas obligatoire pour parachever la mise en page.

Pour une aide détaillée, merci de consulter Aide:Wikification.
Si vous pensez que ces points ont été résolus, vous pouvez retirer ce bandeau et améliorer la mise en forme d'un autre article.
Zebrock est une association d'éducation populaire consacrée depuis 1990 à la création, aux pratiques, à la connaissance et à la transmission des musiques actuelles dans le département de Seine-Saint-Denis et au-delà en région parisienne.

## Naissance et premières activités

### La «Mission rock» du département de Seine-Saint-Denis
L'association est issue de la « Mission rock » du département. Celle-ci a été créée en 1988-89 dans le contexte de la décentralisation et du développement de politiques publiques consacrées aux musiques à l'époque toutes regroupées sous le parapluie du « rock » (en réalité, toutes les musiques populaires amplifiées : soul, funk, reggae, etc.), de l'essor de collectifs et de fédérations défendant et promouvant les pratiques musicales locales. Elle a bénéficié de l'aide d'un département communiste très investi dans ces questions.  
La mission développe d'emblée plusieurs projets autour des musiques jeunes : production de concerts, organisation d'un forum rock ("Le Grand Zebrock"), ateliers de travail avec des groupes locaux, publication d'un fanzine (Zebrock) et d'un annuaire, ateliers pédagogiques dans les collèges et lycées.

### L'association CHROMA/Zebrock
La structure s'autonomise juridiquement du Conseil général séquano-dionysien en 1990 sous le nom CHROMA (acronyme d'"association pour le développement de la Chanson, du ROck et des Musiques Actuelles en Seine-Saint-Denis"). Ses financements se diversifieront progressivement, avec des soutiens de structures publiques (ministères de la Culture, de l'enseignement et de la recherche, région Île-de-France, Direction régionale des Affaires culturelles, départements et municipalités de Seine-et-Marne, du Val-de-Marne, RATP…) et privées (SACEM…)[source secondaire souhaitée].
La mission puis l'association sont tôt associées au mot-valise « Zebrock » qui désigne plusieurs de ses activités. Le choix de cette image tient aux activités du département autour du bicentenaire de la Révolution française en 1989. Le Conseil général finance à cette occasion un grand concert avec la Mano Negra, et le promeut à l'aide d'affiches où figure notamment un zèbre - l'association décide de s'emparer de l'animal, pour sa forte teneur métaphorique (l'ambivalence, la fougue)[réf. incomplète].

## Éducation
Dès sa naissance, l'association développe un projet de transmission du patrimoine des musiques actuelles dans les collèges et lycées de Seine-Saint-Denis, le dispositif "Rock au bahut", plus tard rebaptisé "Zebrock au bahut". Les activités pédagogiques de l'association se sont déclinées sous plusieurs formes au fil des années : elle s'est adaptée au programme "La culture et l'art au collège" en Seine-Saint-Denis, a proposé le parcours "Remix" associant un artiste, une classe et un répertoire musical, ou encore le dispositif "Bienvenue au bahut" destiné aux élèves étrangers arrivés en France, parrainé par Charles Aznavour…)…

## Création

### Concerts
L'association organise depuis sa naissance des concerts en région parisienne, contribuant à la valorisation de nombreuses esthétiques musicales populaires - rock, rap, chanson, musiques du monde. Elle a notamment orchestré un grand concert en 1990 à Saint-Denis où figurèrent pour la première fois sur la même scène les groupes de rap NTM et IAM.

### Scène Zebrock à la fête de l'Humanité
Les finalistes se produisent par ailleurs tous les ans depuis 2004 sur la scène Zebrock (désormais également baptisée Nina Simone) à la Fête de l'Humanité, qui accueille également de grandes vedettes des musiques actuelles.

### Autres activités de soutien aux jeunes pratiquants
L'association a également mis en œuvre un dispositif de soutien aux pratiques musicales des adolescents : "L’atelier des groupes de musique de Seine–Saint-Denis", à partir de 2011, avec l'aide du Fonds d'expérimentation pour la jeunesse du ministère de la Culture. Le dispositif s'appelle actuellement "La Belle Relève".

## Transmission
L'association développe tout un volet « transmission », avec des formations à la médiation musicale (Un monde de la musique), une encyclopédie des musiques du monde en ligne (Mélo) associée à des jeux (carte et puzzle), ainsi qu'un livre sur l'histoire du rock, co-écrit par Edgard Garcia et Évelyne Pieiller, le montage d'expositions (Woodie Guthrie, Otis Redding, Louis Aragon, les Disques Vogue à la BNF), des documentaires (93 La Belle Rebelle de Jean-Pierre Thorn), des partenariats radio (TSF, Radio France), ou des rencontres autour de l'histoire et du patrimoine local des musiques populaires en Seine-Saint-Denis…

### Liens avec le monde de la recherche
Elle a régulièrement organisé des colloques et rencontres mêlant universitaires et professionnels ("Journées Amplifiées"), et tissé des liens avec différentes universités (Paris III, Paris VIII, Paris XIII…), notamment à l'aide de conventions Cifre[réf. incomplète].